# ジョン万次郎漂流記
『ジョン万次郎漂流記』（ジョンまんじろうひょうりゅうき）は、井伏鱒二の伝記小説。副題をふくめると『ジョン万次郎漂流記 風来漂民奇譚』    
1937年（昭和12年）11月、河出書房「記録文学叢書」の第8巻として書き下ろされた。

## 先行作品

### 筆写本
万次郎の帰国当時の記録は多く、代表的な筆写本として下記のものがある。
嘉永4年 (1851) の長崎奉行所での口書（取り調べ記録）  
前半は一行の体験、後半は各国の様子。
吉田正誉 『漂客談奇』嘉永5年 (1852) 秋   
土佐藩の命令により、吉田正誉が1日で聞き取り、山内容堂に献上された。
亀谷益之  他 『難船人帰朝記事』 嘉永5年秋 
『江戸漂流記記録集』所収のものは、「中ノ浜庄屋三名聞き書き」と題する（ただし上中下のうち「中」のみの収録）。
河田小龍記   『漂巽紀畧』 嘉永5年冬   
絵師河田小龍は万次郎を自宅に住まわせ、日本語の読み書きを教え、万次郎からは漂流譚を聞き取った 。
早崎益寿他 『漂洋瑣談』    嘉永6年春  
著者は土佐藩馬廻役。『漂巽紀畧』草稿の写しに万次郎の記憶を加えたものという。
作者・底本不明 『漂流万次郎帰朝談』嘉永6年冬以降
石井研堂 『異国漂流奇譚集』福長書店 1926 （新人物往来社 1971）所収

### 印刷刊本
最初から印刷出版された刊本として、次のようなものが知られる。

#### 鈍通子（仮名垣魯文）『大日本土佐国漁師漂流譚』嘉永6年秋 長崎 18p.
別名『満次郎漂流記』。最初の一般読者向けの木版印刷。当初は文字のみの本だったが、出版が無事黙認されたので、彩色図を加えて再版した。
江本嘉兵衛 『亜米利加漂流譚：土佐国中浜万次郎伝』 明治11年   19p.

#### 戸川残花「中浜万次郎伝」
「中浜万次郎氏の伝 －漂流実話－」として明治29年毎日新聞に21回連載。改訂して明治30年『旧幕府』に3回連載。大正15-昭和2年『海軍』にも「中浜万次郎漂流記」として12回連載。

#### 石井研堂『中浜万次郎』博文館 1900[9]136p.
博文館から『少年読本 第23篇』として発行。井伏の『ジョン万次郎漂流記』の主典拠。
その出典について序文に以下の記述がある。

中濱東一郎君の貸されたる材料と、戸川残花君が『旧幕府』に書かれし『中濱萬次郎君傳』とは殊に予に益を与えたり、資料の拠る所を示し、併せて両君に謝す。
寺石正路  『中浜万次郎漂流奇談：東洋のロビンソン』 六盟館 1920 126p.
国沢新兵衛 『中浜萬次郎漂流記』 土佐史談会 1931    32p.

#### 中浜東一郎『中浜万次郎伝』 富山房 1936 488p.
中浜東一郎は万次郎の長男。充実した考証で、1930年代の万次郎伝の決定版。全56章中27章目で万次郎は帰郷。以後は日本での業績。

## 井伏の作品中での位置付け
井伏の作品は1927年のデビュー以後、日常的なものを題材とすることが多かった。
井伏は1930年から、平家物語に題材をとった『さざなみ軍記』の執筆を始め、歴史小説に分野を広げた。
1932年の『日本漂民』では、光太夫や津太夫などのロシアへの漂流を、1935年の『無人島長平』は、万次郎と同じ鳥島に流された野村長平を描き、漂流民への関心を深めていた。

### 執筆経緯
「直木賞受賞者 井伏鱒二氏との一問一答」より
「時計・会・材料その他」より